# Визинга (приток Нижней Пузлы)
Визинга (Визеньга) — река в России, течёт по территории Удорского района Республики Коми. Левый приток реки Нижняя Пузла.
Длина реки составляет 28 км.
Впадает в Нижнюю Пузлу на высоте 181 м над уровнем моря.

## Данные водного реестра
По данным государственного водного реестра России относится к Двинско-Печорскому бассейновому округу, водохозяйственный участок реки — Мезень от истока до водомерного поста у деревни Малонисогорская. Речной бассейн реки — Мезень.
Код объекта в государственном водном реестре — 03030000112103000043216.